# Liste der Kulturdenkmale in Lürschau
In der Liste der Kulturdenkmale in Lürschau sind alle Kulturdenkmale der schleswig-holsteinischen Gemeinde Lürschau (Kreis Schleswig-Flensburg) und ihrer Ortsteile aufgelistet (Stand: 14. April 2025).
Die Bodendenkmale sind in der Liste der Bodendenkmale in Lürschau aufgeführt.

## Legende
In den Spalten befinden sich folgende Informationen:
- Objekt-ID: die Nummer des Kulturdenkmales
- Lage: die Adresse des Kulturdenkmales und die geographischen Koordinaten. Kartenansicht, um Koordinaten zu setzen. In der Kartenansicht sind Kulturdenkmale ohne Koordinaten mit einem roten Marker dargestellt und können in der Karte gesetzt werden. Kulturdenkmale ohne Bild sind mit einem blauen Marker gekennzeichnet, Kulturdenkmale mit Bild mit einem grünen Marker.
- Offizielle Bezeichnung: Bezeichnung des Kulturdenkmales
- Beschreibung: die Beschreibung des Kulturdenkmales
- Bild: ein Bild des Kulturdenkmales

## Bauliche Anlagen
| Objekt-ID     | Lage                                         | Offizielle Bezeichnung   | Beschreibung | Bild                             |
| ------------- | -------------------------------------------- | ------------------------ | --- | -------------------------------- |
| 460 Wikidata  | Hof Falkenberg (54° 32′ 26″ N, 9° 30′ 54″ O) | Falkenberg: Gutshaus     | In den Jahren 1796–1804 wurde das klassizistische Herrenhaus von Graf Reventlou erbaut. Der Architekt war Carl Gottlob Horn. Das nordisch schlichte und wohl proportionierte Herrenhaus ist verputzt, hat neun Achsen und einen zweigeschossigen und dreieckig übergiebelten Mittel-Risalit. Das Dach ist mit Pfannen eingedeckt. Alteintragung (Aktualisierung vorgesehen) - Begründung: Alteintragung (Aktualisierung vorgesehen) - Schutzumfang: Alteintragung (Aktualisierung vorgesehen) - Denkmaltyp: Bauliche Anlage | weitere Fotos \| Fotos hochladen |
| 1403 Wikidata | Hof Falkenberg (54° 32′ 26″ N, 9° 30′ 56″ O) | Falkenberg: Kavalierhaus | Alteintragung (Aktualisierung vorgesehen) - Begründung: Alteintragung (Aktualisierung vorgesehen) - Schutzumfang: Alteintragung (Aktualisierung vorgesehen) - Denkmaltyp: Bauliche Anlage | weitere Fotos \| Fotos hochladen |

## Quelle
- Liste der Kulturdenkmale in Schleswig-Holstein – Kreis Schleswig-Flensburg